# 駐多米尼加外交機構列表

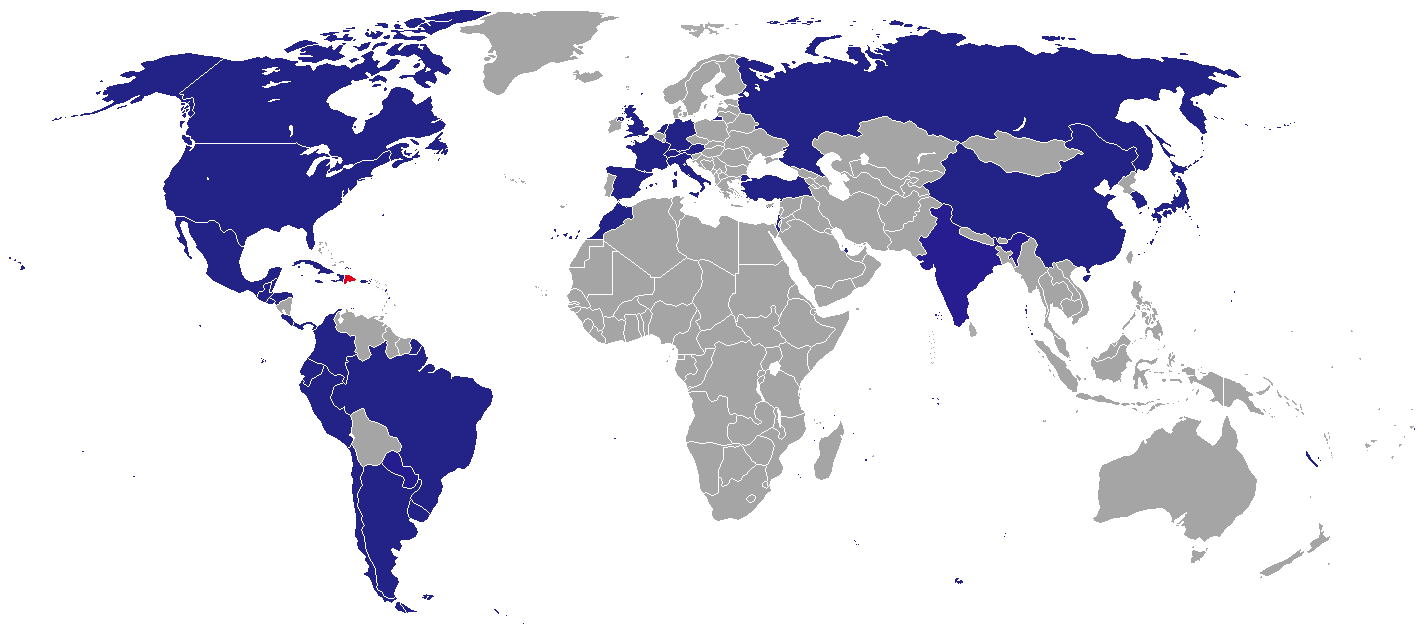
在多米尼加共和国设有外交机构的国家

本列表为驻多米尼加共和国外交机构列表。目前，外国在聖多明哥设有大使馆共37处。本列表不包含驻多榮譽領事館。

## 大使馆

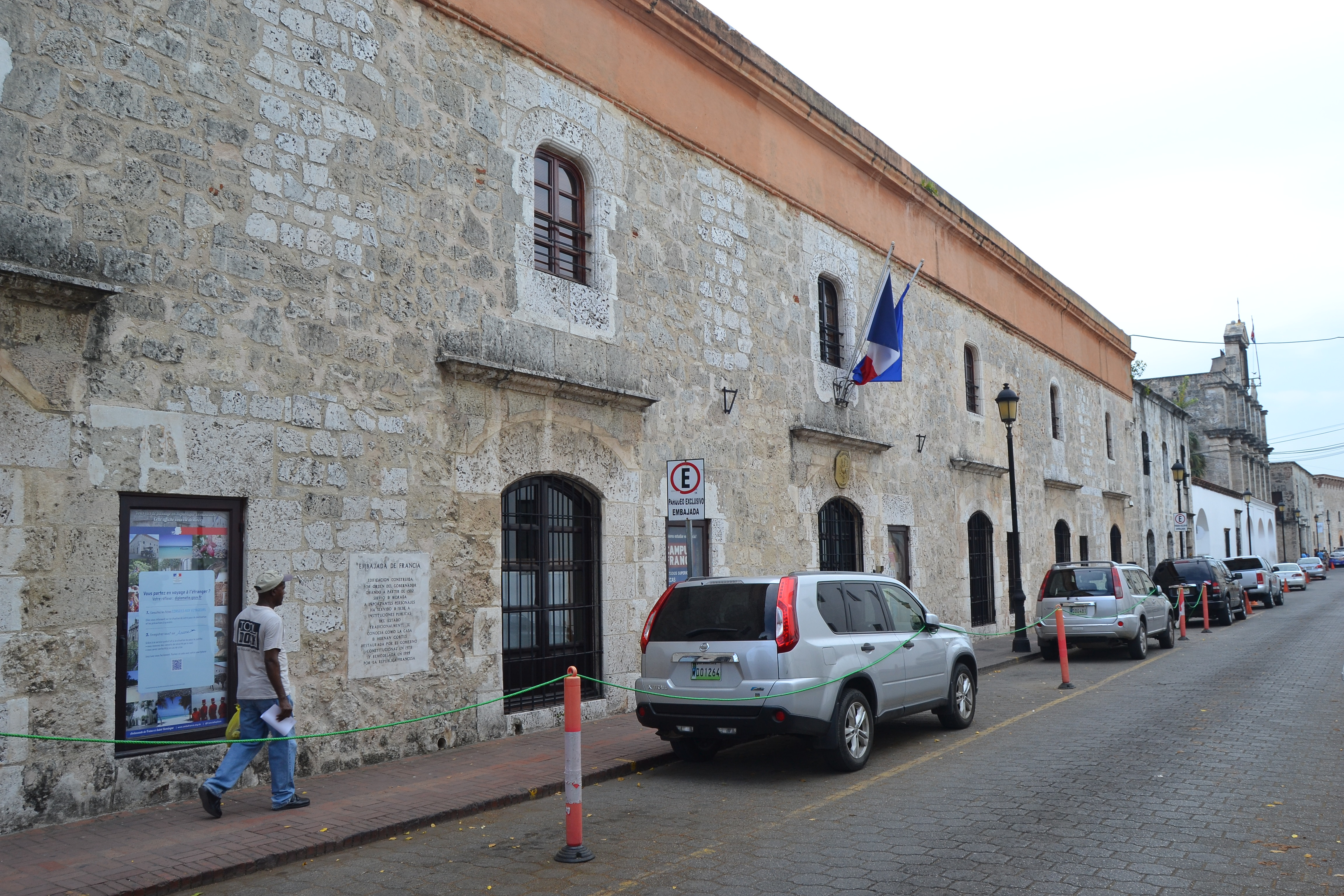
法國駐多明尼加共和國大使館

聖多明哥
| - 阿根廷 - 巴西 - 加拿大 - 智利 - 中國 (详情) - 哥伦比亚 - 古巴 - 薩爾瓦多 - 法國 - 德国 - 海地 - 聖座 - 印度 - 以色列 - 義大利 | - 牙买加 - 日本 - 墨西哥 - 摩洛哥 - 荷蘭 - 尼加拉瓜 - 巴拿马 - 巴拉圭 - 秘魯 - 俄羅斯 - 馬爾他騎士團 - 西班牙 - 瑞士 - 土耳其 - 英国 - 美国 - 乌拉圭 - 委內瑞拉 |

## 其他外交代表機構
- 奥地利 (大使館代辦處）[11]
- 欧盟 (歐盟代表團)
- 波多黎各 (商務代表處)

## 領事館

### 達哈翁
- 海地

### 伊圭
- 海地

### 巴拉奥纳
- 海地

### 聖地牙哥
- 海地

### 蓬塔卡納
- 加拿大 [12]
- 美国 [13]

### 聖斐利-銀港
- 美国 [14]